# 더 러닝 맨
"더 러닝 맨"(영어: The Running Man)은 2025년 개봉 예정인 디스토피아 액션 스릴러 영화이다. 에드거 라이트가 감독과 공동각본을 맡았으며, 스티븐 킹의 동명 소설이 영화의 원작이다.